# 牛蹄镇
牛蹄镇，是中华人民共和国陕西省安康市汉滨区下辖的一个乡镇级行政单位。

## 行政区划
牛蹄镇下辖以下地区：
土坪村、松安村、高田村、梯田村、双树村、吉安村、双桥村和林本村。